# Manon des sources
Manon des sources is een Italiaans-Franse dramafilm uit 1986, geregisseerd door Claude Berri. Hij is gebaseerd op het gelijknamige tweede deel van de tweedelige romanreeks L'Eau des collines (1963) van Marcel Pagnol en is het vervolg op Jean de Florette (1986).

Pagnol had in 1952 een film gemaakt onder de gelijknamige titel, en werkte het verhaal later uit tot zijn roman.
In 1987 won Emmanuelle Béart de César voor Beste Vrouwelijke Bijrol.

## Verhaal
Tien jaar na de dood van Jean, gaan de zaken goed voor Ugolin en zijn oom César ‘Papet’ Soubeyrans (Yves Montand). De bron die ze voor Jean verstopt hadden, zorgt nu voor een bloeiende anjerkweek. Manon (Emmanuelle Béart), de dochter van Jean, werkt in de streek als geitenhoedster en is ondertussen opgegroeid tot een mooie, schijnbaar argeloze, jonge vrouw. Haar ontwapenende schoonheid brengt het hoofd van Ugolin op hol. Uiteindelijk wreekt zij zich voor het onrecht dat tot haar vaders dood heeft geleid.

## Rolverdeling
| Acteur             | Personage                  |
| ------------------ | -------------------------- |
| Emmanuelle Béart   | Manon                      |
| Yves Montand       | César Soubeyran/'Le Papet' |
| Daniel Auteuil     | Ugolin                     |
| Hippolyte Girardot | Bernard Olivier            |
| Margarita Lozano   | Baptistine                 |
| Yvonne Gamy        | Delphine                   |
| Gabriel Bacquier   | zanger                     |
| Ève Brenner        | zangeres                   |